# Les Sept Voleurs de Chicago
 (août 2021).
Si vous disposez d'ouvrages ou d'articles de référence ou si vous connaissez des sites web de qualité traitant du thème abordé ici, merci de compléter l'article en donnant les références utiles à sa vérifiabilité et en les liant à la section « Notes et références ».
Pour plus de détails, voir Fiche technique et Distribution.
Les Sept Voleurs de Chicago (Robin and the 7 Hoods, litt. Robin et les 7 gangsters) est un film musical américain réalisé par Gordon Douglas et sorti en 1964.
Le film est une transposition de l'histoire de Robin des Bois dans le contexte de la pègre de Chicago. Le casting rassemble une grande partie du Rat Pack.

## Synopsis
Big Jim Stevens, chef incontesté de la pègre de Chicago, reçoit un cadeau d'anniversaire imprévu de son lieutenant ambitieux, Guy Gisborne. Au lieu de voir une effeuilleuse sortir d'un gâteau, il se fait tuer par tous les invités. Le chef de la mafia éliminé, Gisborne prend la relève. Il ordonne à tous les autres gangsters de la ville de payer sa protection, mais déclare que c'est toujours « Tous pour un » All for One and One for All. La nouvelle ne plaît pas à Robbo, gangster qui était un ami de Big Jim, et une guerre éclate dans la pègre.
Robbo recrute le joueur de billard Little John, qui montre ses talents au billard en chantant A Man Who Loves His Mother, le dessinateur rapide Will et quelques autres gangsters, mais ils sont encore bien moins nombreux que l'adversaire. De plus, le shérif corrompu Octavius Glick est à la solde de Gisborne. Gisborne et Robbo trouvent la même idée, détruire le tripot de l'autre, la même nuit. Will jouit de chaque moment et chante Bang! Bang!.
La fille raffinée, bien éduquée, de Big Jim, Marian, apparaît. Elle demande à Robbo de venger la mort de son père (attribuée à tort au shérif), ce qu'il refuse catégoriquement de faire.
Gisborne se débarrasse du shérif. Marian invite alors Robbo à dîner et lui donne 50 000 $, croyant qu'il a tué le shérif comme elle le lui demandait. Il refuse l'argent, mais elle tente de le persuader de s'associer pour s'emparer de toute la ville. Robbo lui oppose une fin de non recevoir. Lorsqu'elle envoie l'argent à la maison de jeu en réparation de Robbo, ce dernier en fait don à un orphelinat pour garçons.
Alan A. Dale, directeur de l'orphelinat, informe les journaux de cette bonne action. Une nouvelle vedette est née à Chicago : un gangster qui vole les riches pour donner aux pauvres.
Robbo juge utile d'avoir le public de son côté. Il invite Dale à joindre sa bande et le charge de toutes les œuvres de bienfaisance. Dale lance la Fondation Robbo et ouvre une chaîne de soupes populaires, de cliniques gratuites et de foyers pour orphelins. Il donne même des chapeaux verts à plume, des arcs et des flèches aux orphelins, tout en exploitant à fond l'image de Robin des Bois. Entre-temps, Robbo et Little John enseignent à Dale quelques notions de Style.
Le tripot de Robbo rouvre, et c'est un succès. Gisborne, dont la place est désormais vide, est furieux. Lui et le nouveau shérif, Potts, organisent une descente de police. Robbo l'avait prévu ; quelques commutateurs sont actionnés, et tout le club se transforme en mission. Le shérif et Gisborne font irruption et trouvent la bande de Robbo en train de chanter du gospel et de prêcher contre l'intempérance avec hymnaires et tambourins (Mr. Booze).
Robbo est accusé du meurtre de Glick. Au procès, Gisborne et Potts prétendent qu'il a ourdi le tout. Dale tente d'amener les orphelins abattus à en tirer une leçon (Don't Be a Do-Badder). Le jury acquitte Robbo, qui le remercie (My Kind of Town).
À son retour au club, Robbo constate que chacune de ses œuvres de bienfaisance est maintenant une façade pour dissimuler la contrefaçon. Les soupes populaires font la contrebande de faux billets de banque entre États en les dissimulant dans des conserves de soupe. Robbo constate aussi que Little John mène la grand vie dans la maison de Marian. Elle est prête à garder Robbo comme homme de paille pour autant qu'elle dirige les opérations. Robbo montre son mépris pour elle et part. Little John décide de le suivre.
Marian trouve un autre partenaire bien disposé, Gisborne. Le gangster n'arrive toutefois pas à la cheville de Robbo et trouve la mort. Robbo dit à une Marian choquée de quitter la ville.
Elle tourne plutôt l'opinion publique contre lui en lançant la Ligue des femmes pour un meilleur gouvernement et accuse Robbo d'exploiter le réseau de contrefaçon que Little John et elle ont lancé. Incapable de lutter contre une foule de femmes en colère, Robbo et sa bande s'enfuient. Ils en sont réduits à travailler comme pères Noël pour solliciter des dons de charité. Ahuris, ils regardent Marian sortir d'une voiture avec son tout dernier partenaire, Alan A. Dale. Ce dernier leur donne négligemment de l'argent avant de s'éloigner avec elle.

## Fiche technique
- Titre : Les Sept Voleurs de Chicago
- Titre original : Robin and the 7 Hoods
- Réalisation : Gordon Douglas
- Scénario : David R. Schwartz
- Chef opérateur : William H. Daniels
- Musique : Nelson Riddle
- Décors : Raphael Bretton
- Direction artistique : Leroy Deane
- Costumes : Donfeld
- Production : Frank Sinatra
- Durée : 123 minutes
- Dates de sortie :
  - États-Unis : 24 juin 1964
- Affiche : Bill Gold (États-Unis)

## Distribution
- Frank Sinatra (VF : Roger Rudel) : Robbo
- Dean Martin (VF : Claude Bertrand) : Little John
- Sammy Davis, Jr. (VF : Bachir Touré) : Will
- Bing Crosby (VF : Gabriel Cattand) : Allen A. Dale
- Peter Falk (VF : Albert Augier) : Guy Gisborne
- Barbara Rush (VF : Nicole Riche) :  Marian Stevens
- Victor Buono (VF : Jacques Dynam) : Député Shérif Alvin Potts
- Robert Foulk (VF : Émile Duard) : Shérif Octavius Glick
- Edward G. Robinson (VF : Louis Arbessier) : Big Jim
- Richard Bakalyan : un acolyte de Robbo
- Richard Simmons : le procureur
- Joseph Ruskin : Twitch

Acteurs non crédités :
- Billy Curtis : un vendeur de journaux
- Barry Kelley : Capitaine Oscar C. Brockton

## Bande originale
- My Kind of Town (en) par Frank Sinatra
- Mr. Booze par Bing Crosby et autres
- All for One and One for All - Peter Falket autres
- Don't be a Do-Badder par Bing Crosby et the Mitchell Boy Singers
- Any Man Who Loves His Mother par Dean Martin
- Style par Bing Crosby, Frank Sinatra et Dean Martin
- Bang! Bang! par Sammy Davis, Jr.

## Distinctions
Le film fut nommé dans deux catégories de la 37e cérémonie des Oscars : Oscar de la meilleure chanson originale (pour My Kind of Town, musique de Jimmy Van Heusen et paroles de Sammy Cahn) et Oscar de la meilleure musique de film, composée par Nelson Riddle.

## À noter
- Le film rassemble une nouvelle fois les acteurs Frank Sinatra, Dean Martin et Sammy Davis Jr après L'Inconnu de Las Vegas.

## Inclus en bonus
- Robin des bois fait des bons (Robin Hood Make Good), Court-métrage d'animation des Looney Tunes.